# Irena Korbelářová
Irena Korbelářová (* 21. listopadu 1963 Ostrava) je česká historička zabývající se dějinami raného novověku a pomocnými vědami historickými, děkanka Filozoficko-přírodovědecké fakulty Slezské univerzity v Opavě.

## Životopis
V roce 1986 vystudovala obor archivnictví na Filozofické fakultě Univerzity Karlovy a roku 1988 zde získala doktorský titul v oboru pomocných věd historických. Poté pracovala ve Slezském ústavu v Opavě. Od roku 1993 působí na Filozoficko-přírodovědecké fakultě SU, roku 2000 se zde stala proděkankou pro studium a organizaci. Dne 8. prosince 2010 byla na návrh Vědecké rady Slezské univerzity v Opavě jmenována profesorkou pro obor historie se zaměřením na české a československé dějiny. Od 1. března 2019 je děkankou Filozoficko-přírodovědecké fakulty SU.
Je vedoucí regionální pobočky Sdružení historiků České republiky v Opavě.

## Dílo
- Sociální hnutí na Těšínsku ve 2. polovině 18. století : s edicí poddanských stížností z roku 1766. Opava : Slezský ústav Slezského zemského muzea v Opavě, 1998. 306 s. ISBN 80-86224-03-1. (spoluautor Milan Šmerda)
- Poddanská města Opavského a Krnovského knížectví v letech 1648–1740: ekonomické a sociální aspekty vývoje měst. Opava : Slezský ústav Slezského zemského muzea, 1999. 150 s. ISBN 80-86224-02-3.
- Slezská společnost v období pozdního baroka a nástupu osvícenství : (na příkladu Těšínska). Opava : Slezský ústav Slezského zemského muzea, 2002. 290 s. ISBN 80-86224-43-0. (spoluautoři Milan Šmerda a Rudolf Žáček)
- Města na Těšínsku v 18. století. Český Těšín : Muzeum Těšínska, 2005. 344 s. ISBN 80-86696-00-6.
- Těšínsko – země Koruny české = Ducatus Tessinensis – terra Coronae Regni Bohemiae : (k dějinám knížectví od počátků do 18. století). Český Těšín : Muzeum Těšínska, 2008. 311 s. ISBN 978-80-86696-10-2. (spoluautor Rudolf Žáček)